# 백석대교
백석대교(白石大橋)는 인천광역시의 서구 검암동에 잇는 다리로, 봉수대로에 놓여 있는 교량이다. 2012년에 준공하였다. 준공되기 직전에는 평지와 같은 구조의 일반 도로로 유지되어 있는 몇 안되는 도로이기도 하다.

## 같이 보기
- 경인 아라뱃길